# جو هام
جو هام (انگلیسی: Joe Hamm؛ زادهٔ ۱ نوامبر ۱۹۵۰) بازیکن فوتبال اهل ایالات متحده آمریکا بود.
وی به‌همراه تیم ملی فوتبال ایالات متحده آمریکا در بازی‌های المپیک تابستانی ۱۹۷۲ شرکت کرده‌است.